# Klaus Tellenbach
Klaus Tellenbach (* 16. April 1902 in Groß-Lichterfelde; † 6. Mai 1985 in Karlsruhe) war ein deutscher Politiker und Richter.

## Leben

### Politische Karriere
Klaus Tellenbach studierte Rechtswissenschaften und bestand 1924 das erste, 1927 das zweite juristische Staatsexamen. Am 1. Juni 1927 trat er in die badische Innenverwaltung ein. Tellenbach war von 1929 bis 1930 Mitglied der Deutschen Demokratischen Partei (DDP). Vom 4. Oktober 1934 bis Ende September 1936 war er Landrat des Bezirksamtes Pfullendorf, nach dessen Auflösung von 1937, dem Jahr seines Eintritts in die Nationalsozialistische Deutsche Arbeiterpartei| (NSDAP), bis 1938 Landrat des Bezirksamtes Tauberbischofsheim, dann von 1939 bis 1945 Landrat des Landkreises Tauberbischofsheim. Am 2. April 1945 wurde er suspendiert, mit Wirkung vom 15. Juni 1945 auf Weisung der US-Militärregierung entlassen, am 3. April 1946 interniert.
Nach der Internierung begann Tellenbach am 24. November 1947 in der Karlsruher Außenstelle des Verwaltungsgerichtshofs des Landes Württemberg-Baden eine juristische Karriere als juristischer Hilfsarbeiter, die ihn 1956 als Richter in das Bundesverwaltungsgericht in Berlin und 1957 ins Amt des Vizepräsidenten des Rechnungshofs Baden-Württemberg in Karlsruhe führte. Im Jahr 1963 wurde er dessen Präsident. Am 30. April 1967 trat er in den Ruhestand.

### Familie
Klaus Tellenbach war evangelischer Konfession und Sohn eines 1914 gefallenen Berufsoffiziers; der Historiker Gerd Tellenbach war sein jüngerer Bruder. Er war mit Merete Tellenbach verheiratet.

## Auszeichnungen
Tellenbach erhielt 1967 das Große Bundesverdienstkreuz mit Stern.